# Parascaris equorum
Parascaris equorum (Goeze, 1782), застаріла назва Ascaris megalocephala (Cloquet, 1824)  — гельмінт, вид аскарид, який паразитує в коневих і є збудником параскаридозу. Власники коней у просторіччі називають цих паразитів «аскаридами». Цей гельмінт є специфічним стосовно хазяїна кишковим паразитом, який може інфікувати коней, ослів і зебр. Найбільш сприйнятливими до зараження є коні до шестимісячного віку. Після цього віку рівень зараження починає знижуватися, і паразит надзвичайно рідко трапляється у коней старше дванадцяти місяців. Він не може заражати людей чи інших тварин. Паразит жовто-білого кольору, довжина самки може сягати 38 см. Поширений в усьому світі, є одним із паразитів коней, яких найважче знищити, тому потребує більших доз потужніших антигельмінтних препаратів, ніж для інших паразитів коней.

## Життєвий цикл
P. equorum характеризується статевим диморфізмом, самки значно більші за самців: вони можуть виростати до 50 см, тоді як самці — лише до 15–28 см. Це циліндричні хробаки білого кольору з трьома дуже великими губами. Парування відбувається в тонкій кишці непарнокопитних. За добу самка здатна відкласти понад 170 000 яєць, а за рік — 60 000 000 яєць. Яйця мають товсту багатошарову оболонку для захисту та здатні прилипати до будь-якої поверхні, до якої вони торкаються після виходу назовні. Яйця виділяються з калом, який потім потрапляє до коня під час поїдання ним зараженої трави, або коли він п'є заражену воду. Інвазійним є яйце з личинкою 2-ї або 3-ї стадії (тобто після 1-го або 2-го линяння). Протягом тримісячного життєвого циклу з проковтнутих яєць виходять личинки, які мігрують з тонкої кишки в кровоносні судини, звідти потрапляють у печінку, де перетворюються на наступну личинкову стадію. Звідти личинки мігрують у легені, де виходять із кровоносних судин у альвеоли. На міграцію через печінку та легені витрачається від 14 до 17 днів. Завдяки кашлю личинки потрапляють у ротову порожнину та повторно проковтуються. У кишці личинки дозрівають до статевозрілої стадії, яка продукує яйця. Черв'якам потрібно від 79 до 110 днів, щоб досягти дорослого стану. P. equorum живиться, всмоктуючи рідкий вміст кишки, і іноді може також висмоктувати кров зі стінки кишки.

## Клінічні ознаки інвазії
На стадії міграції у легенях у коней можуть з'явитися кашель і виділення з носа. Під час міграції паразитів можуть утворюватися рубці на внутрішніх органах, зокрема на легенях і печінці. Важкі інвазії дорослими P. equorum можуть спричинити коліки, закупорку та потенційний розрив кишки. Поглинання корму часто знижується, через що виникає втрата ваги, а інші клінічні ознаки можуть включати здуття живота, діарею, грубу шерсть, уповільнення росту, перитоніт, утворення абсцесів.
Важкі інвазії P. equorum здатні створити механічну закупорку кишки. У деяких випадках дегельмінтизація може фактично спровокувати закупорку кишки мертвими та вмираючими паразитами; з цієї причини у важких випадках може знадобитися багаторазове лікування слабкішими за своєю дією препаратами.
Діагноз параскаридозу можна встановити шляхом мікроскопічного дослідження калу, де знаходять яйця; вони мають розмір 90–120×60 мкм. Обмеження цього методу полягає в тому, що тільки зрілі черв'яки можуть бути виявлені через їх яйця; незрілі форми личинок важко виявити, а аналізи крові ненадійні.

## Лікування
Зрілі коні, здається, розвивають певний ступінь стійкості до цього паразита, але він викликає занепокоєння у молодших коней віком приблизно до двох років. P. equorum є одним із небагатьох паразитів, до яких у господаря розвивається природний імунітет. Однак, коли інфекцію виявляють у дорослого коня, кількість глистів і яєць є дуже низькою.
Дегельмінтизацію можна починати у коней віком від чотирьох до восьми тижнів і повторювати приблизно кожні 60 днів. Лікування проводиться за допомогою антигельмінтних препаратів, і рекомендується чергувати різні класи таких препаратів. Ефективні засоби лікування включають макроциклічні лактони, зокрема івермектин або моксидектин, які можуть вбивати ранні стадії личинок до того, як вони мігрують у печінку та легені. Іншим класом ефективних ліків є бензімідазоли, такі як фенбендазол та оксфендазол. Пірантелу памоат також використовується, а його близький варіант, пірантелу тартрат, можна згодовувати як добову дозу, яка ефективно знищує личинки. До розробки цих препаратів, протягом 1950-х і 1960-х років, використовувалося лікування піперазином, дихлофосом і трихлорфоном.
Також використовуються піперазин (для дорослих стадій паразита, а для личинок, що розвиваються в молодих конях, потрібно повторювати дозу з 10-денним інтервалом), фебантел, морантел.

## Профілактика
Доведено, що утримання пасовищ і конюшень вільними від гною є ефективним у зниженні зараження коней паразитами. Чергування пасовищ, зокрема шляхом введення в сівозміну тварин інших видів, також може зменшити зараження паразитами.